# Pro Patria Milano

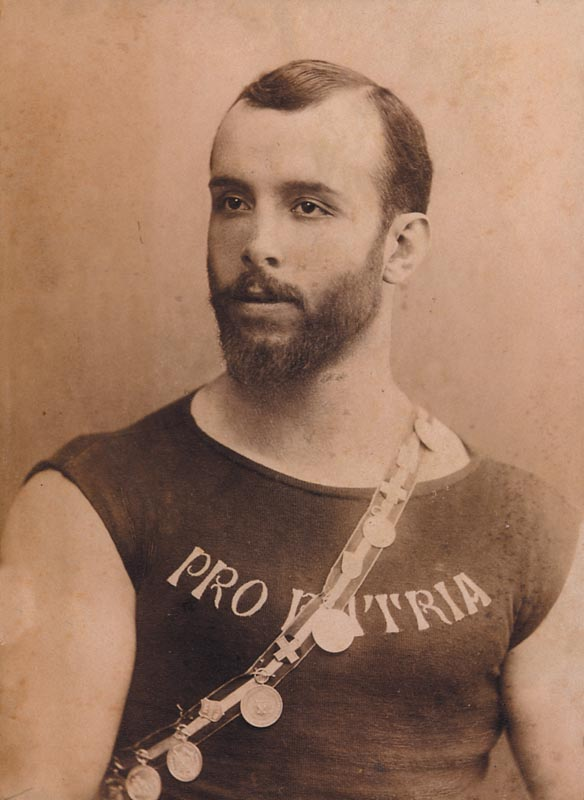
Paolo Faruffini, un fondatore della società, in una foto del Museo Pro Patria Milano

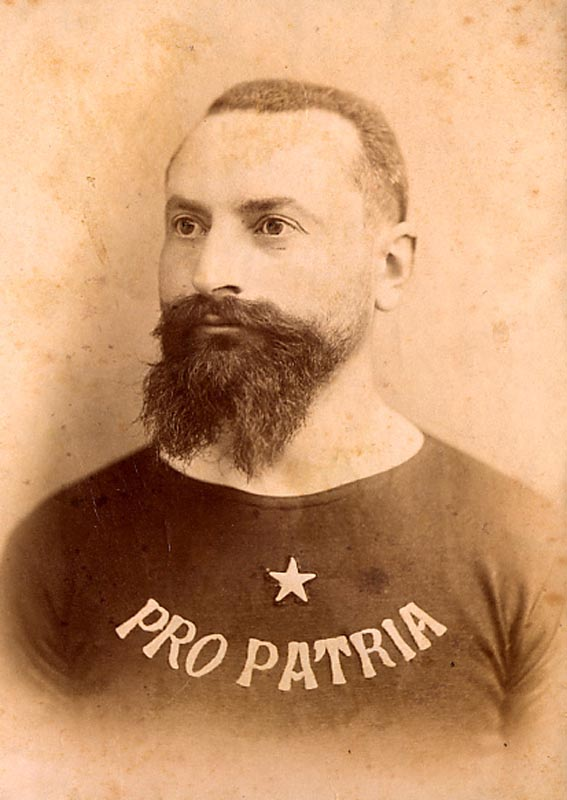
Carlo Pozzoli, un fondatore della società, in una foto del Museo Pro Patria Milano

La Pro Patria Milano, o Pro Patria 1883, è una società polisportiva di Milano, fondata il 1º agosto 1883 in seguito alla scissione dalla Società Ginnastica Milanese Forza e Coraggio.
Gli impianti del centro polisportivo sono situati in Viale Sarca, 205 a Milano, zona Bicocca.
La sezione di atletica leggera si è laureata 12 volte campionessa italiana di società e due volte campionessa europea. Tra gli altri sport gestiti dalla polisportiva figurano calcio, tennis, pallavolo, triathlon, ginnastica artistica e ritmica, scherma, taekwondo, karate.

## Storia
Il 1 agosto 1883 la società fu fondata al Caffè del Monte Tabor a Milano, da 39 ginnasti provenienti dalla Forza e Coraggio, guidati da Cesare Merini e Alberto Alberti.
Fu redatto uno statuto manoscritto, e si organizzarono le sezioni di ginnastica, escursionismo, scherma e ciclismo. Cesare Merini, istruttore e presidente, versò 30 centesimi della prima lira alla cassa della società.
Luigi Vittorio Bertarelli, della sezione ciclismo, nel novembre 1894, con altri soci della società, fondò il Touring Club Ciclistico Italiano, in seguito Touring Club Italiano.

## Le sezioni

### Atletica leggera
La sezione atletica leggera ha attualmente la denominazione di "Cus Pro Patria Milano Atletica". Essa è tornata a vincere lo scudetto nazionale nel 1983, dopo 41 anni dall'ultimo titolo. Quella squadra, che annoverava tra le sue file atleti quali Pierfrancesco Pavoni, Alberto Cova, Giovanni Evangelisti, Francesco Panetta, solo per citare i nomi più illustri, riuscì ad aggiudicarsi 5 titoli nel periodo dello strapotere dei gruppi sportivi militari.

#### Palmarès
Club
- 12 Campionati italiani di Società (1935, 1937/1942, 1983/1985, 1987 e 1990)
- 2 Coppe dei Campioni per club (1984 e 1985)

Individuale
- Giochi olimpici:[5]
  -  Oro Luigi Beccali (1500 m piani a Los Angeles 1932)
  -  Oro Alberto Cova (10000 m piani a Los Angeles 1984)
  -  Argento Mario Lanzi (800 m piani a Berlino 1936)
  -  Bronzo Luigi Beccali (1500 m piani a Berlino 1936)
  -  Bronzo Enrico Perucconi (staffetta 4×100 m a Londra 1948)
  -  Bronzo Salvatore Morale (400 m hs a Tokyo 1964)
  -  Bronzo Eddy Ottoz (110 m hs a Città del Messico 1968)
  -  Bronzo Giovanni Evangelisti (salto in lungo a Los Angeles 1984)
- Record nazionali:
  -  Luca Sito (400 metri piani: 44"75 - Campionati europei di atletica leggera 2024)
  -  Luca Sito (Staffetta 4×400 metri mista: 3'10"69 - Campionati europei di atletica leggera 2024)

### Ginnastica
La sezione ginnastica ha attualmente la denominazione di "Società Ginnastica Pro Patria 1883". Fra le sue tesserate c'è Alessia Federici, oro nel concorso a squadre ai campionati europei junior 2018.

## Museo storico
La società dispone di un museo storico, con sede in Via Beato Angelico, 2 a Milano. La collezione raccoglie fotografie e video attinenti alla storia della società polisportiva.

## Onorificenze
- Stella d'oro al merito sportivo CONI (1967)